# 1982-es Formula–1 osztrák nagydíj
Az osztrák nagydíj volt az 1982-es Formula–1 világbajnokság tizenharmadik futama.

## Futam
| Helyezés | #  | Versenyző          | Csapat/Motor    | Körök | Idő/Kiesés oka | Rajthely | Pontszám |
| -------- | -- | ------------------ | --------------- | ----- | -------------- | -------- | -------- |
| 1        | 11 | Elio de Angelis    | Lotus-Ford      | 53    | 1:25:02,212    | 7        | 9        |
| 2        | 6  | Keke Rosberg       | Williams-Ford   | 53    | + 0,050        | 6        | 6        |
| 3        | 26 | Jacques Laffite    | Ligier-Matra    | 52    | + 1 kör        | 14       | 4        |
| 4        | 27 | Patrick Tambay     | Ferrari         | 52    | + 1 kör        | 4        | 3        |
| 5        | 8  | Niki Lauda         | McLaren-Ford    | 52    | +1 kör         | 10       | 2        |
| 6        | 30 | Mauro Baldi        | Arrows-Ford     | 52    | +1 kör         | 23       | 1        |
| 7        | 20 | Chico Serra        | Fittipaldi-Ford | 51    | +2 kör         | 20       |          |
| 8        | 15 | Alain Prost        | Renault         | 48    | Gyújtás        | 3        |          |
| 9        | 7  | John Watson        | McLaren-Ford    | 44    | Motorhiba      | 18       |          |
| Kiesett  | 4  | Brian Henton       | Tyrrell-Ford    | 32    | Motorhiba      | 19       |          |
| Kiesett  | 1  | Nelson Piquet      | Brabham-BMW     | 31    | Elektronika    | 1        |          |
| Kiesett  | 33 | Tommy Byrne        | Theodore-Ford   | 28    | Kicsúszás      | 26       |          |
| Kiesett  | 29 | Marc Surer         | Arrows-Ford     | 28    | Motorhiba      | 21       |          |
| Kiesett  | 2  | Riccardo Patrese   | Brabham-BMW     | 27    | Motorhiba      | 2        |          |
| Kiesett  | 25 | Eddie Cheever      | Ligier-Matra    | 22    | Motorhiba      | 22       |          |
| Kiesett  | 12 | Nigel Mansell      | Lotus-Ford      | 17    | Motorhiba      | 12       |          |
| Kiesett  | 16 | René Arnoux        | Renault         | 16    | Gyújtás        | 5        |          |
| Kiesett  | 9  | Manfred Winkelhock | ATS-Ford        | 15    | Kicsúszás      | 25       |          |
| Kiesett  | 35 | Derek Warwick      | Toleman-Hart    | 7     | Felfüggesztés  | 15       |          |
| Kiesett  | 36 | Teo Fabi           | Toleman-Hart    | 7     | Erőátvitel     | 17       |          |
| Kiesett  | 14 | Roberto Guerrero   | Ensign-Ford     | 6     | Kicsúszás      | 16       |          |
| Kiesett  | 3  | Michele Alboreto   | Tyrrell-Ford    | 1     | Kicsúszás      | 8        |          |
| Kiesett  | 17 | Rupert Keegan      | March-Ford      | 1     | Kormány        | 24       |          |
| Kiesett  | 5  | Derek Daly         | Williams-Ford   | 0     | Ütközés        | 9        |          |
| Kiesett  | 22 | Andrea de Cesaris  | Alfa Romeo      | 0     | Ütközés        | 11       |          |
| Kiesett  | 23 | Bruno Giacomelli   | Alfa Romeo      | 0     | Ütközés        | 13       |          |
| NK       | 18 | Raul Boesel        | March-Ford      |       |                |          |          |
| NK       | 31 | Jean-Pierre Jarier | Osella-Ford     |       |                |          |          |
| NK       | 10 | Eliseo Salazar     | ATS-Ford        |       |                |          |          |

## A világbajnokság élmezőnyének állása a verseny után
| H  | Versenyzők      | Pont | H  | Konstruktőrök | Pont |
| -- | --------------- | ---- | -- | ------------- | ---- |
| 1. | Didier Pironi   | 39   | 1. | Ferrari       | 61   |
| 2. | Keke Rosberg    | 33   | 2. | McLaren-Ford  | 56   |
| 3. | John Watson     | 30   | 3. | Williams-Ford | 46   |
| 4. | Niki Lauda      | 26   | 4. | Renault       | 44   |
| 5. | Alain Prost     | 25   | 5. | Brabham-Ford  | 36   |
| 6. | Elio de Angelis | 22   | 6. | Lotus-Ford    | 29   |

## Statisztikák
Vezető helyen:
- Nelson Piquet: 1 (1)
- Riccardo Patrese: 26 (2-27)
- Alain Prost: 21 (28-48)
- Elio de Angelis: 5 (49-53)

Elio de Angelis 1. győzelme, Nelson Piquet 7. pole-pozíciója, 5. leggyorsabb köre.
- Lotus 72. győzelme.